# Sphaerodactylus clenchi
Espèce
Sphaerodactylus clenchi est une espèce de geckos de la famille des Sphaerodactylidae.

## Répartition
Cette espèce est endémique de République dominicaine.

## Liste des sous-espèces
Selon The Reptile Database (18 juin 2012) :
- Sphaerodactylus clenchi apocoptus Schwartz, 1983
- Sphaerodactylus clenchi clenchi Shreve, 1968

## Étymologie
Cette espèce est nommée en l'honneur de William James Clench qui a collecté l'holotype.

## Publications originales
- Schwartz, 1983 : Part l. Sphaerodactylus difficilis, S. clenchi, and S. lazelli, p. 5-30 in Schwartz & Thomas, 1983 : The difficilis complex of Sphaerodactylus (Sauria, Gekkonidae) of Hispaniola. Bulletin of Carnegie Museum of Natural History, vol. 22, p. 1-60.
- Shreve, 1968 : The notatus group of Sphaerodactylus (Sauria, Gekkonidae) in Hispaniola. Breviora, n. 280, p. 1-28 (texte intégral).